# Ghislaine Alajouanine
Pour les articles homonymes, voir Alajouanine.
Ghislaine Alajouanine, née le 28 juillet 1948 à Chambon-sur-Voueize (Creuse), est une entrepreneure sociale française.

## Biographie

### Famille
Ghislaine Alajouanine est originaire de la Creuse. Son père, Théophile Alajouanine, est le fils d'Antoine Alajouanine, maréchal-ferrant à Verneix (Allier), et de Marie Duprat. Sa mère est Maud Jennings, britannique et ses parents se marient le 15 juin 1920.

### Formation
Ghislaine Alajouanine fait des études de droit et d'économie. Elle a un DESS de l'Institut d'études et de recherches en sciences économiques.

### Carrière
Ghislaine Alajouanine commence sa carrière dans le bâtiment chez Bâtir SA comme chargée de mission auprès du président. En 1976, Raymond Barre la nomme, en tant que Premier ministre, à la commission habitat cadre de vie du 8e Plan.
Elle crée en 1985 une société de syndication de financement de cliniques au Canada qu'elle dirige pendant 6 ans. Rentrée en France, elle rejoint une entreprise du bâtiment jusqu'en 1990.
Elle travaille ensuite à faciliter accès à la télémédecine dans les pays en développement notamment par le biais de son interaction avec Alain Bensoussan alors président du Centre national d'études spatiales et les premières consultations prennent place en 2001.
Elle fait campagne contre les désert médicaux en France et y encourage la télémédecine,.
De 2005 à 2007, elle est pour deux mandats Présidente du directoire de la Fondation pour la recherche médicale,.
Elle est présidente de l’Académie francophone de télémédecine.

### Activités publiques et engagements
Ses travaux de recherche scientifique amènent Ghislaine Alajouanine à être déléguée générale à l'Institut des Nations Unies pour la Formation et la Recherche (UNITAR) et lui valent d'être élue à l'Académie des sciences morales et politiques en tant que correspondant, au siège du professeur Jacques Berthaud (chirurgien).   En juin 2011, elle est élue administratrice SDL du journal Le Monde.[réf. souhaitée]
En 2000, Ghislaine Alajouanine devient maire adjointe de Saint-Cloud et conseillère communautaire « Cœur de Seine » 92[réf. souhaitée].

## Ouvrages
- Avec Michèle Juste : Entre nous Emoi, Wasselonne, La nouvelle Poésie, 1991
- En Espoir de Cause, 1997, « DL 38591 »
- Les Nouvelles Technologies de l’information au service de la santé en Afrique, Presses Universitaires de France, 2003, 176 p. (ISBN 978-2-13-053523-2)
- Tam-Tam Haut Débit « USD », 2004
- Caring for Health  « USD », 2007
- À l’écoute de la Santé « USD », 2007
- Enthousiasmez-vous ! Un vent divin… « Cahiers bleus », 2014
- Avec Jean-Louis Chambon, Bernard Conttrant et le Cercle Turgot : La Révolution silencieuse des seniors, Eyrolles, 2017, 318 p. (ISBN 978-2212568080)

- Plaidoyer pour la convivance : Failles et Faillites des sociétés hyperconnectées, Hermann, 2017, 128 p. (ISBN 9782705693978)

## Décorations
- En 2010, elle est nommée membre du Conseil de l’Ordre national du Mérite[réf. souhaitée].
- 2023 :  Commandeure de la Légion d'honneur[7], nommée Chevalière en 2002[8], promue Officière en 2014[9]
- 2006 :  Commandeure de l'ordre national du Mérite[10]
- : Officier de l'Ordre national du Lion du Sénégal[réf. souhaitée]

## Prix et récompenses
- Prix de la Femme d'Action décerné par le Comité des œuvres sociales (1982)[réf. souhaitée]
- Médaille de vermeil de la Ville de Paris (1984)[réf. souhaitée]
- Prix de la Fondation Louis D (Institut de France, (2001)[réf. souhaitée]
- Prix Eurafrique (2002)[réf. souhaitée]
- Sous l’égide de l’ONU, distinguée au World Summit on the Information Society (2003) et au Foro di Cordoba (2019)[réf. souhaitée]